# Парижанка (фильм, 1923)
«Парижанка» (англ. A Woman of Paris: A Drama of Fate) — немой художественный фильм режиссёра Чарльза Чаплина, выпущенный в 1923 году.
Психологическая драма «Парижанка» — фильм о нравах высшего общества, в котором Чарльз Чаплин продемонстрировал целый набор новых выразительных средств, совершенно неожиданных для кино того времени. Критикам этот фильм Чаплина очень понравился, но зрители, влюблённые в Маленького Бродягу, отнеслись к нему с прохладой. Только по прошествии многих лет стало очевидно, что гений Чаплина распространяется далеко за пределы образа Бродяги.
Главную роль в фильме сыграла Эдна Пёрвиэнс — постоянная партнёрша Чаплина в 1915—1923 годах и его возлюбленная. После «Парижанки» Чаплин прекратил снимать её в своих фильмах. Тем не менее, Эдна до конца жизни оставалась в штате его студии и даже получала зарплату.
Ассистентом режиссёра (без указания в титрах) выступил актёр А. Эдвард Сазерленд, ставший в будущем довольно известным кинорежиссёром.

## Сюжет
Фильм открывается следующим предуведомлением: «Человечество состоит не из героев и предателей, а просто из мужчин и женщин. Их страсти, добрые или дурные, дарованы им богом. Люди грешат по слепоте своей. Невежды осуждают их за ошибки, умные жалеют их».
Мари Сент-Клер и Жан Миллет любят друг друга, но их отцы против их отношений. Жан и Мари решают сбежать в Париж. Мари остаётся на вокзале ждать Жана, пока тот соберёт вещи. Но случается несчастье. Отец Жана неожиданно умирает от сердечного приступа, и Жан остаётся, чтобы вызвать врача на помощь. Мари звонит Жану домой, Жан говорит о страшном случае, но прерывается, чтобы открыть дверь врачу. В этот момент Мари сомневается, думает, что он не хочет с ней ехать, вешает трубку и решает уехать на поезде одна.
Год спустя Мари показывают в обществе богатого и респектабельного бездельника Пьера Ревеля. Мари находится у него на содержании. У неё есть подруги Фифи и Полет — такие же дамочки-сплетницы из богатого окружения. Далее показывается их праздное прожигание жизни, рестораны, танцы, свидания.
Как-то раз в газете Мари видит опубликованное объявление о помолвке Пьера с другой дамой. Подруги подбадривают Мари, говорят, что, мол, всё будет в порядке, но Мари сильно расстроена таким внезапным поворотом дела. При встрече Пьер объясняет ей, что это ничего не изменит в их отношениях, они так же будут праздно встречаться и общаться. Но Мари не принимает таких отношений. В тот же вечер Полет приглашает Мари посетить приличную вечеринку на квартире у его друга. Но на самом деле там происходит разнузданное веселье — пьянка и стриптиз. Мари решает приехать. Она ошибается адресом и звонит в другую квартиру, где ей неожиданно открывает тот самый Жан. Он приглашает её выпить чаю, они болтают. Мари узнает, что он художник и пишет картины. Она решает заказать ему свой портрет. Жан соглашается.
Он приезжает к ней. Они подбирают образ для Мари. У них завязывается общение. Хотя Жан понимает, что она уже избалована богатствами и вниманием другого мужчины, всё равно в его сердце теплится давняя любовь к ней. Пьер узнаёт про художника и советует Мари быть поосторожнее. Но Мари понимает, что у неё тоже просыпаются давние чувства к Жану. Хотя она находится в таком положении, что не в силах решиться признаться самой себе, что она хотела бы быть с Жаном.
Работа над портретом шла полным ходом. Мари не терпелось увидеть результат. Она срывает ткань с полотна и видит, что Жан изобразил её совсем другой, как когда-то простой Мари, которую он любил. Мари предлагает ему не ворошить прошлое и смириться с положением дел. Она хочет уйти, но Жан признаётся, что по-прежнему любит её, несмотря ни на что! Жан делает ей предложение и предлагает начать всё сначала. Мать Жана подслушивает их разговор. Мари оказывается перед выбором: замужество или роскошь. Мари разговаривает с Пьером о том, что она несчастна и ей не хватает семьи, детей и уважения мужа. Но Пьер убеждает её, что у неё всё есть и она сама не знает, чего хочет. У них происходит конфликт. Она выкидывает из окна жемчужное колье. Но, увидев, что бродяга его подобрал, спускается и возвращает его обратно. Пьер при этом жестоко потешается над данной ситуацией. Ему смешно, его это веселит! Мари называет его идиотом. Пьер недоумевает, что происходит с Мари. Она предлагает ему расстаться. Он понимает, в чём дело. Спрашивает про художника. Пытается узнать, как Мари относится к этому художнику. Мари отвечает, что Жан любит её и предлагает выйти за него замуж. Пьер спрашивает, любит ли Мари Жана. Она отвечает неуверенно: «Да». Но Пьер не верит этим словам. Уходя он предлагает отужинать с ним следующим вечером. Мари говорит, что он её больше никогда не увидит. А Пьер просит позвонить ему, если она передумает.
У Жана с его матерью возникает конфликт. Мать убеждает, что ему нельзя жениться на такой распутной и избалованной женщине как Мари. Жан в замешательстве. Он убеждён, что мать не права, но признаётся сам, что скорее всего сделал предложение Мари в минуту собственной слабости. Эти слова слышит Мари, которая в этот момент приехала к нему и вошла в дом. Она уезжает. Жан спешит за ней, но не успевает её догнать. В этот вечер Пьер ужинает с подругой Мари Полет. Их видит вместе Фифи. Отужинав, Пьер отправляет Полет домой, а сам возвращается к себе. Весь этот же вечер Жан проводит под окнами Мари в надежде увидеть её и поговорить с ней. Мари, зная о том, что он под окнами, игнорирует и не хочет с ним общаться. Пьер по приезде домой звонит Мари, а она звонит ему. Пьер сходу спрашивает, не хочет ли она перестать заниматься глупостями и встретиться с ним. Мари разочарована и говорит ему, что он больше её не любит. Но предлагает всё же сама Пьеру отужинать вместе завтра же. Пьер с радостью соглашается. Жан приходит подавленный домой и ложится спать. Наутро к Мари приезжает Фифи и рассказывает ей о том, что видела Пьера с Полет. В этот момент к ним приходит Полет. Мари в недоумении, но не подает вида, что они говорили об этом с Фифи. Продолжают делать вид, что никто ни о чём не знает. Полет тоже шепчет Фифи о том, чтобы она не проболталась Мари о том, что она общается с Пьером и что сегодня же он снова хочет с ней ужинать. Но Мари решила проучить Полет. Она звонит Пьеру при Полет и договаривается с ним об ужине вечером. Полет резко прощается и уходит. Мари и Фифи ликуют о том, как они проучили Полет. Жан у себя дома заряжает револьвер. Приходит его мать, но Жан уходит из дома. Мать переживает за него и просит его поздно не возвращаться. Пьер и Мари выходят из очередного праздного заведения, чтобы ехать веселиться дальше. За углом их выслеживал Жан с револьвером.
Пьер и Мари приезжают в очередное увеселительное заведение, садятся за столик. За ними следом туда поспешил Жан. Он пишет записку Мари о том, что хочет видеть её последний раз. Но записку прочёл и Пьер. Он просит Жана присоединиться и сесть за их столик рядом с Мари. Но в ходе беседы Жан не выдерживает присутствия Пьера и затевает драку с ним. Жана быстро выводят в холл ресторана. Через несколько минут звучит выстрел. Жан застрелился. Мари в отчаянии падает в обморок.
Тело Жана приносят матери. Она прочитав записку, поняла, что во всём виновата Мари, хватает пистолет и бежит в дом к Мари. Там ей говорят, что Мари уехала к её сыну. Мать тут же возвращается домой. Увидев, что Мари оплакивает Жана, мать смягчилась и опустила револьвер.
Прошло несколько лет. Где-то в окрестностях Парижа в обычном доме Мари живёт с матерью Жана и несколькими приёмными детьми. Мари воспитывает их как своих. Они все счастливы. Мари отправляется за молоком с бидончиком, за ней поспешил один из детей. В этот момент где-то в окрестностях Пьер путешествовал со своим приятелем на авто. Приятель спросил у Пьера, что стало с Мари Сент-Клер, на что Пьер равнодушно ответил, что не знает. На обратном пути Мари и ребёнка подвозят крестьяне на повозке, а мимо них проносится авто, в котором ехал Пьер со своим приятелем. Но они не заметили друг друга, и каждый поехал своей дорогой.

## В ролях
- Эдна Пёрвиэнс — Мари Сент-Клер
- Кларенс Гелдарт — отец Мари
- Карл Миллер — Жан Миллет
- Лидия Нотт — мать Жана
- Чарльз К. Френч — отец Жана
- Адольф Менжу — Пьер Ревель
- Бетти Морисси — Фифи
- Мальвина Поло — Полет
- Генри Бергман — метрдотель
- Чарльз Чаплин — станционный носильщик
- А. Эдвард Сазерленд — повар (в титрах не указан)[3]

## Оценки
При создании фильма Чаплин говорил, что: «Парижанка» будет самой значительной из всех моих работ. В этом жанре я являюсь новатором. Что бы ни ожидало мою картину — успех или провал, — я считаю всё же, что она будет своеобразна как по манере актёрского исполнения, так и по развитию действия… В ней не будет сложных эффектов, а только проявление человеческих страданий и радостей, да ещё чувство юмора».
Выдающийся французский режиссёр Рене Клер писал в 1931 году по поводу этой картины: «Чаплин доказал этим фильмом, что он подлинный творец… Его рука чувствуется везде, каждый персонаж вылеплен им… В «Парижанке» впервые герои кинодрамы — люди, а не стилизованные куклы… Это настоящая революция в искусстве, значение которой ещё недостаточно отмечено… Меня восхищает в этих сценах (я видел фильм не менее 10–12 раз) изумительное чувство меры, их взаимосвязь, их непринуждённость. Они волнуют меня ещё и сейчас, каждый раз по-новому. Предвидишь все подробности… Но картина от этого не утрачивает своей человеческой ценности…».
По мнению С. А. Герасимова: «...выше «Парижанки» Чаплин в своей замечательной режиссёрской деятельности не поднимался».

## Релиз
В США в конце 1980-х годов фильм выпущен на VHS компанией «Key Video», в 1992 году — «Fox Video». В 1993 году фильм выпущен на Laserdisc компанией «CBS/FOX Video».
В 2000 году фильм отреставрирован и выпущен на DVD компанией «Image Entertainment». В России в 2001 году была выпущена отреставрированная версия немого кино с русскими субтитрами на VHS и DVD студией «Интеракт». Также в 2002 году фильм выпущен на VHS изготовителем «Деваль-видео».